# دانا أنتال
دانا أنتال هي لاعبة هوكي الجليد كندية، ولدت في 19 أبريل 1977 في ساسكاتون في كندا.

## وصلات خارجية
- دانا أنتال على موقع EliteProspects.com (الإنجليزية)
- دانا أنتال على موقع أوليمبيديا (الإنجليزية)